# 格温·弗登
格温·弗登（英語：Gwen Verdon，1925年1月13日—2000年10月18日），女，美国演员。曾获得托尼奖最佳音乐剧女主角。